# Àlgebra associativa
|  | Aquest article tracta sobre un tipus particular d'àlgebra sobre un anell commutatiu. Vegeu-ne altres significats a «Àlgebra (desambiguació)». |

En matemàtiques, una àlgebra associativa és una estructura algebraica A amb les operacions de suma, multiplicació (que s'assumeix que és associativa), i una multiplicació per escalars per elements d'algun cos K. La suma i la multiplicació proporcionen a A l'estructura d'un anell; la suma i la multiplicació per escalars donen a A l'estructura d'un espai vectorial sobre K. En aquest article emprarem també el terme K-àlgebra per referir-nos a una àlgebra associativa sobre el cos K. Un exemple d'una K-àlgebra és un anell de matrius quadrades sobre un cos K, amb el producte de matrius habitual.
És a dir, una àlgebra associativa és un mòdul que també permet la multiplicació de vectors de manera distributiva i associativa.
En aquest article s'assumeix que les àlgebres associatives tenen una unitat multiplicativa, simbolitzada per 1; de vegades hom diu que són àlgebres associatives unitàries. En algunes àrees de les matemàtiques no es fa aquesta suposició, i en aquest cas s'anomenen àlgebres associatives no unitàries. També suposarem que tots els anells són unitaris, i que tots els homomorfismes d'anells són també unitaris.
Molts autors consideren el concepte més general d'una àlgebra associativa sobre un anell commutatiu R, en comptes de sobre un cos: Una R-àlgebra és un R-mòdul amb una operació binària R-bilineal associativa, que també conté una identitat multiplicativa. Per exemple, si S és un anell qualsevol amb centre C, llavors S és una C-àlgebra associativa.

## Definició
Sigui R un anell commutatiu fixat (R pot ser un cos). Una R-àlgebra associativa (o simplement, una R-àlgebra) és un grup abelià additiu A que té l'estructura tant d'un anell com un mòdul, de tal manera que la multiplicació per escalars satisfà:
{\displaystyle r\cdot (xy)=(r\cdot x)y=x(r\cdot y)}
per a tot r ∈ R i x, y ∈ A. Addicionalment, hom suposa que A és unitari, la qual cosa vol dir que conté un element 1 tal que
{\displaystyle 1x=x=x1}
per a tot x ∈ A. Notem que un tal element 1 ha de ser únic.
En altres paraules, A és un R-mòdul juntament amb (1) un operador R-bilineal A × A → A, anomenat multiplicació, i (2) la identitat multiplicativa, tal que la multiplicació és associativa:
{\displaystyle x(yz)=(xy)z\,}
per a tots x, y i z de A. Si hom obvia la necessitat de què la multiplicació sigui associativa, llavors hom obté una àlgebra no associativa.
Si el mateix A és commutatiu (com a anell), llavors hom diu que tenim una R-àlgebra commutativa.

### Com a objecte monoide en la categoria de mòduls
La definició és equivalent a dir que una R-àlgebra associativa unitària és un monoide en R-Mod (la categoria monoidal de R-mòduls). Per definició, un anell és un objecte monoide dins la categoria de grups abelians; per tant, una àlgebra associativa s'obté substituint la categoria de grups abelians per la categoria de mòduls.
Aquesta reinterpretació de la definició es pot generalitzar de nou, ja que no és necessari referir-se als elements de A de forma explícita. Per exemple, hom pot expressar l'associativitat de la següent forma. Per la propietat universal d'un producte tensorial de mòduls, la multiplicació (l'operador R-bilineal) correspon a una única aplicació R-lineal
{\displaystyle m:A\otimes _{R}A\to A}.
Llavors l'associativitat es desprèn de la identitat:
{\displaystyle m\circ (\operatorname {id} \otimes m)=m\circ (m\otimes \operatorname {id} )}

### A partir d'homomorfismes d'anells
Una àlgebra associativa també es pot definir com un homomorfisme d'anells que té la imatge en el centre. En efecte, comencem amb un anell A. Podem convertir-lo en una R-àlgebra proporcionant un homomorfisme d'anells {\displaystyle \eta \colon R\to A} que tingui la imatge en el centre de A. Llavors hom pot pensar que l'àlgebra A és un R-mòdul si definim
{\displaystyle r\cdot x=\eta (r)x}
per a qualssevol r ∈ R i x ∈ A. Si A és una R-àlgebra, llavors prenent x = 1, la mateixa fórmula ens proporciona un homomorfisme d'anells {\displaystyle \eta \colon R\to A} que té la imatge en el centre.
Si A és commutatiu, llavors el centre de A és igual a A, de tal manera que es pot definir una R-àlgebra commutativa com un homomorfisme {\displaystyle \eta \colon R\to A} d'anells commutatius.
L'homomorfisme d'anells η s'acostuma a anomenar aplicació d'estructura. En el cas commutatiu, hom pot considerar la categoria els objectes de la qual són homomorfismes d'anells R → A (és a dir, R-àlgebres commutatives), i els morfismes de la qual són homomorfismes d'anells A → A' que estan sota R (és a dir, R → A → A' és R → A'). El functor Spec (que determina l'espectre d'un anell) determina, doncs, una antiequivalència d'aquesta categoria en la categoria d'esquemes afins sobre Spec R.

## Homomorfismes d'àlgebres
Un homomorfisme entre dues R-àlgebres és un homomorfisme d'anells R-lineal. Més explícitament, {\displaystyle \phi :A_{1}\to A_{2}} és un homomorfisme d'àlgebres associatives si
{\displaystyle \phi (r\cdot x)=r\cdot \phi (x)}
{\displaystyle \phi (x+y)=\phi (x)+\phi (y)\,}
{\displaystyle \phi (xy)=\phi (x)\phi (y)\,}
{\displaystyle \phi (1)=1\,}
La classe de totes les R-àlgebres juntament amb els homomorfismes d'àlgebres entre ells formen una categoria, sovint denotada per R-Alg.

## Exemples
L'exemple més bàsic és un anell; és una àlgebra sobre el seu centre o sobre qualsevol subanell contingut en el centre. En particular, qualsevol anell commutatiu és una àlgebra sobre qualsevol dels seus subanells. Hi ha altres exemples d'àlgebres associatives provinents dels camps de l'àlgebra i d'altres.
Àlgebra
- Qualsevol anell A es pot considerar com una Z-àlgebra. L'homomorfisme d'anells únic de Z en A ve determinat pel fet que ha d'enviar 1 a la identitat d'A. Per tant, els anells i les Z-àlgebres són conceptes equivalents, de la mateixa manera que són equivalents els grups abelians i els Z-mòduls.
- Qualsevol anell de característica n és una (Z/nZ)-àlgebra, pel mateix raonament.
- Donat un R-mòdul M, l'anell d'endomorfismes de M, denotat per EndR(M), és una R-àlgebra si es defineix (r·φ)(x) = r·φ(x).
- Qualsevol anell de matrius amb coeficients en un anell commutatiu R forma una R-àlgebra amb la suma i el producte de matrius. Això coincideix amb l'exemple anterior quan M és un R-mòdul lliure finitament generat.
- Les matrius quadrades n×n amb entrades en el cos K formen una àlgebra associativa sobre K. En particular, les matrius reals 2×2 formen una àlgebra associativa útil en el pla.
- Els nombres complexos formen una àlgebra associativa bidimensional sobre els nombres reals.
- Els quaternions formen una àlgebra associativa de 4 dimensions sobre els reals (però no formen una àlgebra sobre els complexos, ja que els complexos no estan al centre dels quaternions).
- Els polinomis a coeficients reals formen una àlgebra associativa sobre els reals.
- Tot anell de polinomis R[x1, ..., xn] és una R-àlgebra commutativa. De fet, és la R-àlgebra commutativa lliure sobre el conjunt {x1, ..., xn}.
- La R-àlgebra lliure sobre un conjunt E és una àlgebra de polinomis amb coeficients de R i amb indeterminades preses del conjunt E.
- L'àlgebra tensorial d'un R-mòdul és una R-àlgebra de manera natural. El mateix és vàlid per a quocients com l'àlgebra exterior i l'àlgebra simètrica. En termes de teoria de categories, el functor que aplica un R-mòdul en la seva àlgebra tensorial és adjunt esquerre al functor que envia una R-àlgebra al seu R-mòdul subjacent (obviant l'estructura d'anell).
- Donats un anell commutatiu R i un anell qualsevol A, hom pot donar al producte tensorial R⊗ZA l'estructura d'una R-àlgebra, si es defineix r·(s⊗a) = (rs⊗a). El functor que envia A cap a R⊗ZA és adjunt esquerre al functor que envia una R-àlgebra al seu anell subjacent (obviant l'estructura de mòdul).

Teoria de representacions
- Si G és un grup i R és un anell commutatiu, el conjunt de totes les funcions de G en R amb suport finit formen una R-àlgebra on la convolució actua com a producte. Hom diu que és l'àlgebra de grup de G.
- Si G és un grup algebraic (per exemple, un grup de Lie complex), llavors l'anell de coordenades de G és l'àlgebra de Hopf A corresponent a G.

Anàlisi
- Donat un espai de Banach qualsevol X, els operadors lineals continus A : X → X formen una àlgebra associativa (on la multiplicació de l'àlgebra és una composició d'operadors); aquesta és una àlgebra de Banach.
- Donat un espai topològic qualsevol X, les funcions a valors reals o complexos de X formen una àlgebra associativa real o complexa; aquí, l'addició i la multiplicació es realitzen punt a punt.
- El conjunt de semimartingales definit sobre l'espai de probabilitat filtrat (Ω,F,(Ft)t ≥ 0,P) forma un anell sota integració estocàstica.
- L'àlgebra de Weyl

Geometria i combinatòria
- Les àlgebres de Clifford, útils en geometria i física
- Les àlgebres d'incidència de conjunts parcialment ordenats localment finits són àlgebres associatives considerades en combinatòria.

## Construccions
SubàlgebresUna subàlgebra d'una R-àlgebra A és un subconjunt de A que és alhora un subanell i un submòdul de A. És a dir, ha de ser tancat per la suma, la multiplicació d'anells, la multiplicació per escalars, i ha de contenir l'element identitat de A.
Àlgebres quocientSigui A una R-àlgebra. Qualsevol ideal I de A és automàticament un R-mòdul, ja que r·x = (r1A)x. Això dona a l'anell quocient A/I l'estructura d'un R-mòdul i, de fet, d'una R-àlgebra. Una conseqüència és que qualsevol imatge per un homomorfisme d'anells de A també és una R-àlgebra.
Productes directesEl producte directe d'una família de R-àlgebres és el producte directe de la teoria d'anells. Esdevé una R-àlgebra amb el producte per escalars habitual.
Productes lliuresHom pot formar un producte lliure de R-àlgebres de manera semblant al cas del producte lliure de grups. El producte lliure és el coproducte en la categoria de les R-àlgebres.
Productes tensorialsEl producte tensorial de dues R-àlgebres és també una R-àlgebra de manera natural.

## Coàlgebres
Hom pot definir una àlgebra associativa sobre K mitjançant un K-espai vectorial A dotat amb un operador bilineal A×A→A, que té dues entrades (multiplicador i multiplicand) i una sortida (el producte), així com un morfisme K→A que identifica els múltiples escalars de la identitat multiplicativa. Si es reinterpreta l'operador bilineal A×A→A com un operador lineal (és a dir, com a morfisme en la categoria de K-espais vectorials) A⊗A→A (per la propietat universal del producte tensorial), llavors hom pot visualitzar una àlgebra associativa sobre K com un K-espai vectorial A dotat de dos morfismes (un de la forma A⊗A→A i l'altre de la forma K→A) que satisfan certes condicions. Hom pot prendre els duals d'aquests dos morfismes, tot invertint les fletxes dels diagrames commutatius que descriuren els axiomes de l'àlgebra; això defineix l'estructura d'una coàlgebra.
També existeix la noció abstracta d'una F-coàlgebra, on F és un functor.

## Representacions
Una representació d'una àlgebra A és un homomorfisme d'àlgebres ρ: A → End(V) des de A cap a l'àlgebra d'endomorfismes d'algun espai vectorial (o mòdul) V. El fet que ρ sigui un homomorfisme d'àlgebres significa que ρ preserva l'operació multiplicativa (és a dir, ρ(xy)=ρ(x)ρ(y) per a qualssevol x i y de A), i que ρ envia la unitat de A a la unitat de End(V) (és a dir, a l'endomorfisme identitat de V).
Si A i B són dues àlgebres, i ρ: A → End(V) i τ: B → End(W) són dues representacions, llavors és senzill definir una representació (canònica) A ⊗ B → End(V ⊗ W) de l'àlgebra del producte tensorial A ⊗ B sobre l'espai vectorial V ⊗ W. Tot i això, notem que hi ha cap forma natural de definir un producte tensorial de dues representacions d'una sola àlgebra associativa de tal manera que el resultat sigui encara una representació d'aquella mateixa àlgebra (no del producte tensorial amb ella mateixa); cal imposar algunes condicions addicionals. Aquí, el significat de producte tensorial de representacions és l'habitual: el resultat hauria de ser una representació lineal de la mateixa àlgebra sobre l'espai vectorial producte. Com veurem més endavant, aquesta estructura addicional porta a les idees d'una àlgebra de Hopf o d'una àlgebra de Lie.

### Motivació per a una àlgebra de Hopf
Considerem, per exemple, dues representacions {\displaystyle \sigma :A\rightarrow \mathrm {End} (V)} i {\displaystyle \tau :A\rightarrow \mathrm {End} (W)}. Hom pot intentar formar una representació del producte tensorial {\displaystyle \rho :x\mapsto \sigma (x)\otimes \tau (x)} segons com actua sobre l'espai vectorial producte, de manera que
{\displaystyle \rho (x)(v\otimes w)=(\sigma (x)(v))\otimes (\tau (x)(w))}.
Però una tal aplicació no seria lineal, ja que tindríem
{\displaystyle \rho (kx)=\sigma (kx)\otimes \tau (kx)=k\sigma (x)\otimes k\tau (x)=k^{2}(\sigma (x)\otimes \tau (x))=k^{2}\rho (x)}
per a k ∈ K. Podem prendre aquest enfocament i dotar-lo de linealitat, imposant una estructura addicional, si definim un homomorfisme d'àlgebres Δ: A → A ⊗ A, i definim la representació del producte tensorial com
{\displaystyle \rho =(\sigma \otimes \tau )\circ \Delta }.
Hom diu que aquest homomorfisme Δ és una comultiplicació si satisfà certs axiomes. L'estructura resultant s'anomena biàlgebra. Per tal de ser consistent amb les definicions de l'àlgebra associativa, la coàlgebra ha de ser co-associativa i, si l'àlgebra és unitària, la coàlgebra també ha de ser unitària. Una àlgebra de Hopf és una biàlgebra amb una estructura addicional (l'antípoda), que no només permet definir el producte tensorial de les dues representacions, sinó també el mòdul de Hom de les dues representacions.

### Motivació per a una àlgebra de Lie
Alternativament, hom pot considerar
{\displaystyle x\mapsto \rho (x)=\sigma (x)\otimes {\mbox{Id}}_{W}+{\mbox{Id}}_{V}\otimes \tau (x)},
de tal manera que l'acció sobre l'espai producte tensorial ve donada per
{\displaystyle \rho (x)(v\otimes w)=(\sigma (x)v)\otimes w+v\otimes (\tau (x)w)}.
Aquesta aplicació és clarament lineal en x i, per tant, no té el problema de la definició anterior. Però no preserven la multiplicació:
{\displaystyle \rho (xy)=\sigma (x)\sigma (y)\otimes {\mbox{Id}}_{W}+{\mbox{Id}}_{V}\otimes \tau (x)\tau (y)}.
En general, això no és igual a
{\displaystyle \rho (x)\rho (y)=\sigma (x)\sigma (y)\otimes {\mbox{Id}}_{W}+\sigma (x)\otimes \tau (y)+\sigma (y)\otimes \tau (x)+{\mbox{Id}}_{V}\otimes \tau (x)\tau (y)}.
Això mostra que aquesta definició d'un producte tensorial és massa simple. Tot i això, encara es pot emprar per definir el producte tensorial de dues representacions d'una àlgebra de Lie (en comptes d'una àlgebra associativa).

## Àlgebres no unitàries
Alguns autors empren el terme "àlgebra associativa" per referir-se a les estructures que no tenen necessàriament una identitat multiplicativa i, per tant, consideren homomorfismes que no són necessàriament unitaris.
Un exemple d'una àlgebra associativa no unitària ve donada pel conjunt de totes les funcions f: R → R tals que el seu límit és zero quan x tendeix a infinit.